# Novaja Igirma
Novaja Igirma (in russo Новая Игирма?) è un insediamento di tipo urbano della Russia, situato nell'Oblast' di Irkutsk.
Si trova sulla sponda nord-orientale dell'insenatura Igirminskij (Игирминский залив) nella parte orientale del bacino di Ust'-Ilimsk, poco a sud della foce del fiume Igirma.